# HYPER SBI
HYPER SBI（ハイパーエスビーアイ）は、SBI証券が提供する、Microsoft Windowsで動作するアプリケーション型のリアルタイム・トレーディングツール。投資に必要な情報収集から注文発注までを一貫して行うことができる。ドラッグ＆ドロップ注文や注文準備コンセプトなど、数秒を争うトレードに有利な発注機能を備えているとされる。
2008年3月31日より、PTS夜間取引に対応した。
以前のソフト名はHYPER E*TRADE（ハイパーイートレード）であったが、2008年7月1日付けでSBIイー・トレード証券からSBI証券への商号変更に伴い、現在のソフト名に変更された。
2009年1月26日より、先物・オプション取引に対応した。

## 特徴
- ドラッグ＆ドロップ注文
- 気配値上への注文の個別表示
- 注文準備コンセプト
- ドラッグ＆ドロップ反対売買
- 各種アラート機能
- チャート表示機能
- リアルタイムで配信されるニュース機能